# Nationales Museum für Militärgeschichte

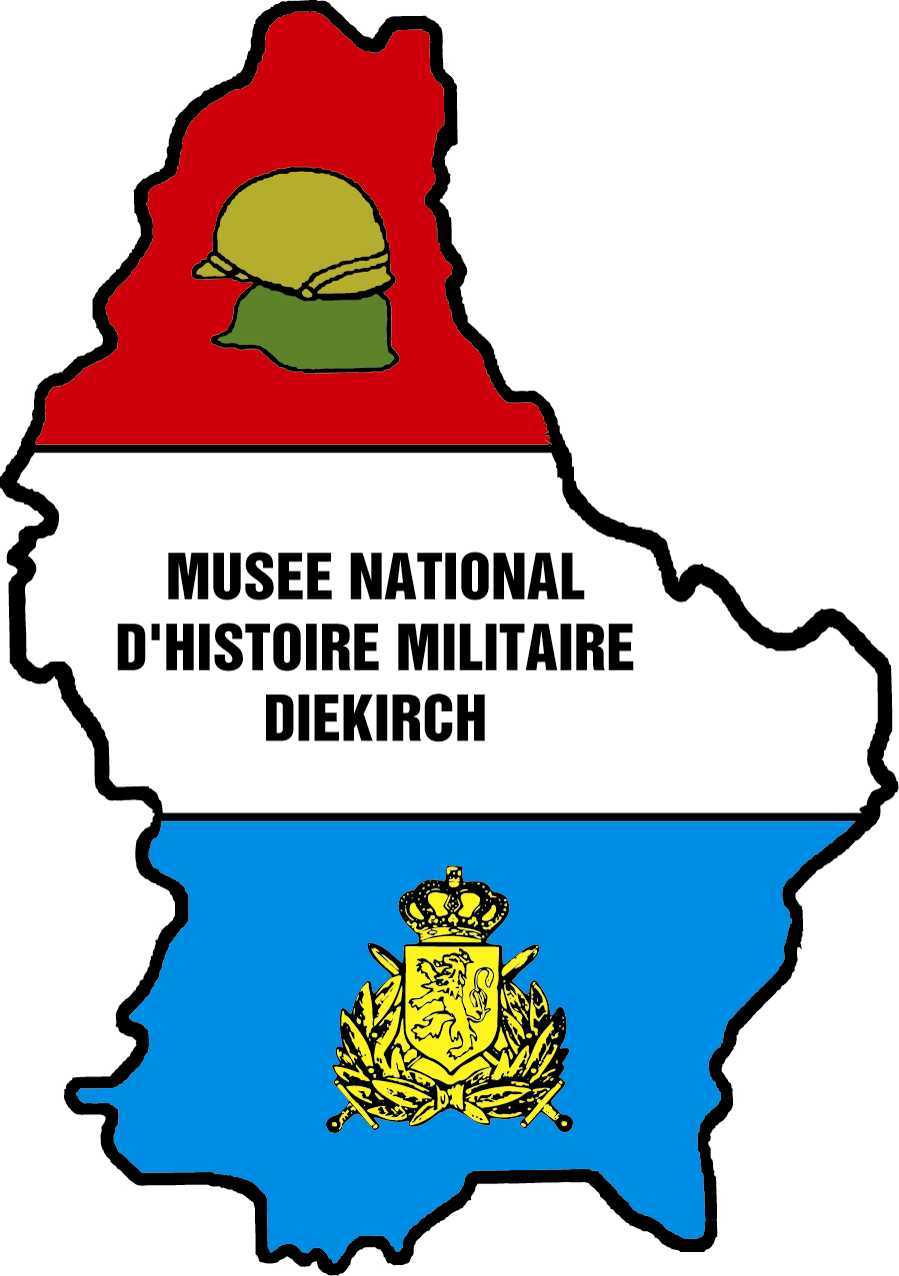

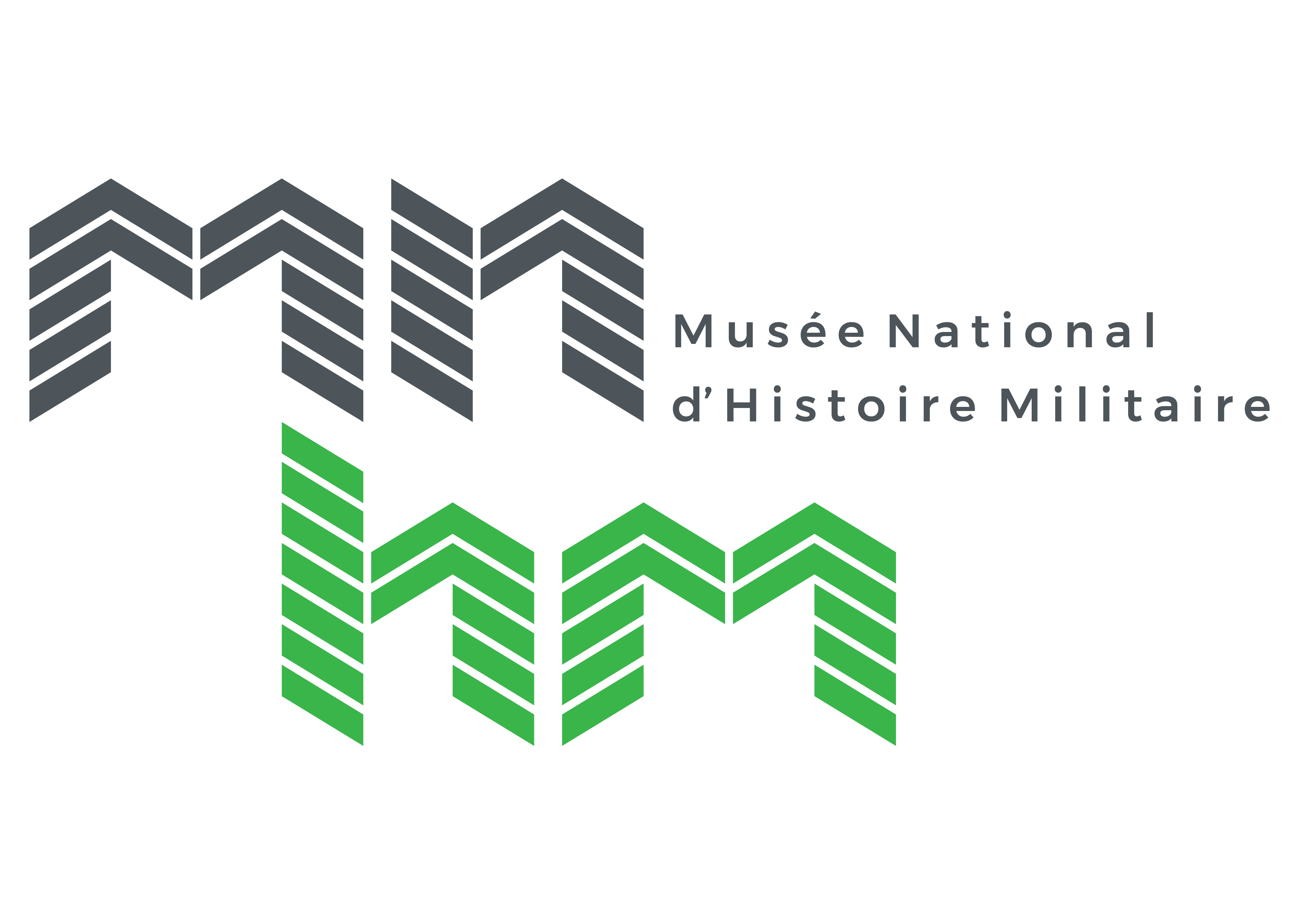
Nationales Museum für Militärgeschichte

Das Nationale Militärgeschichtliche Museum (französisch Musée national d'histoire militaire, kurz MNHM) in Diekirch thematisiert hauptsächlich die Ardennenoffensive in Luxemburg im Dezember 1944 und Januar 1945.

## Inhalt

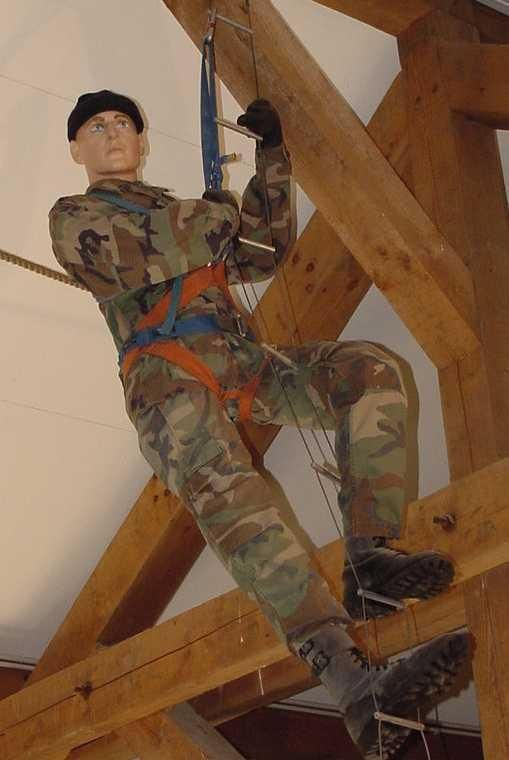
Luxemburgischer Soldat

Der Schwerpunkt des Museums ist die Ardennenoffensive aus amerikanischer, deutscher und ziviler Sicht. Über 3000 m² Ausstellungsfläche und zahlreiche lebensgroße Dioramen ermöglichen einen Einblick in die dramatische und tragische Lage, in welcher sich damals Soldaten und Zivilisten befanden. Ausstellungsräume zeigen umfangreiche Sammlungen von Waffen, Uniformen und militärischen Ausrüstungsgegenstände, Rad- und Kettenfahrzeuge, zahlreiche persönliche Gegenstände, Fotos, Dokumente und Karten. Kernstück des Museums ist das detailgetreue, nachempfundene Diorama des Sauerübergangs bei Diekirch am 18. Januar 1945 durch Truppen der 5. US-Infanteriedivision.
Ein zweiter Teil des Museums ist der Entwicklungsgeschichte der Luxemburger Armee gewidmet, von der Gründung des Großherzogtums bis heute. Dioramen behandeln Aspekte und Zeitabschnitte der Luxemburger Nachkriegsarmee. Andere Abteilungen sind jenen Luxemburgern gewidmet, die im Ersten und Zweiten Weltkrieg sowie während des Koreakrieges in alliierten Armeen kämpften. Luxemburger UN-Missionen werden ebenfalls behandelt.
Das Nationale Museum für Militärgeschichte befindet sich im Gebäudekomplex der „Alten Brauerei“ in Diekirch.

## Partner
Das MNHM ist Gründungsmitglied der Belgisch-Luxemburgischen Vereinigung der Museen über die Ardennenschlacht (AMBA) und europäischer Partner des National World War II Museums in New Orleans.

## Galerie

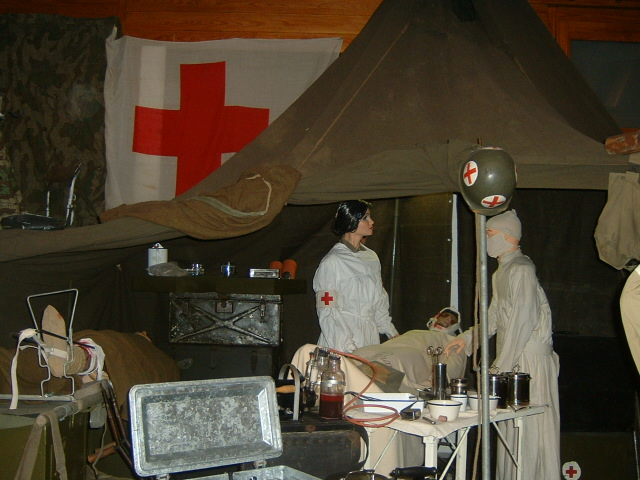
US-Sanitätszelt
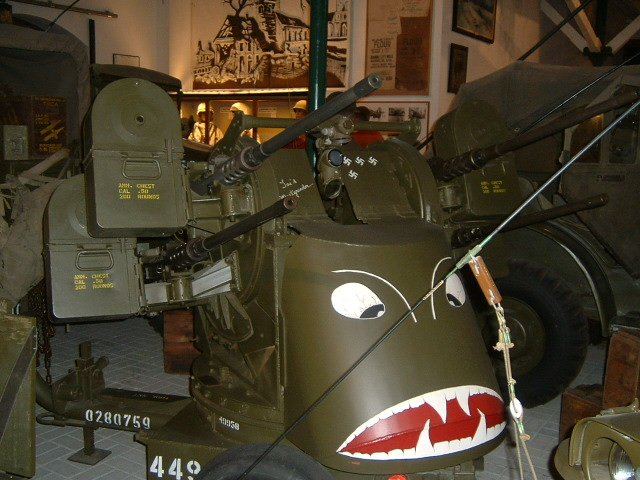
Quadmount (aka "Maxson mount", "meat chopper", or "Krautmower") M2-HB-Fla-Vierling der U.S. Army.
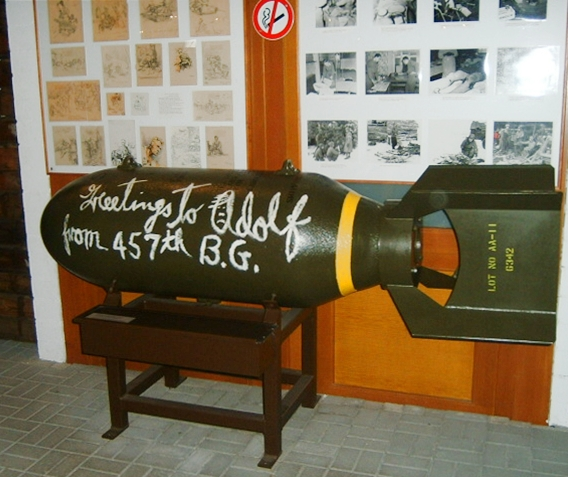
US-Bombe mit Gruß
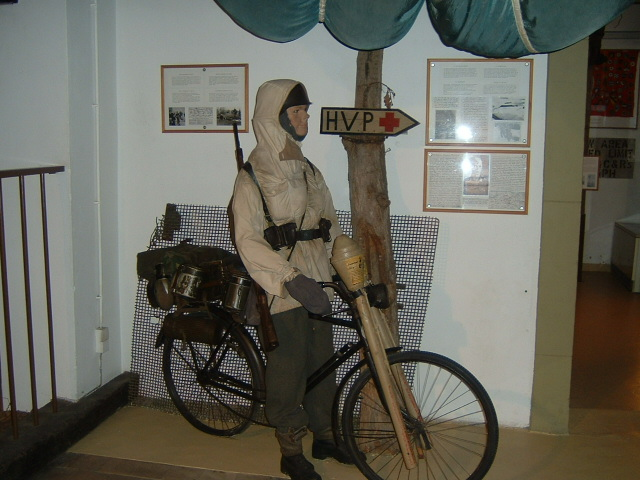
Fahrradkurier mit Panzerfaust
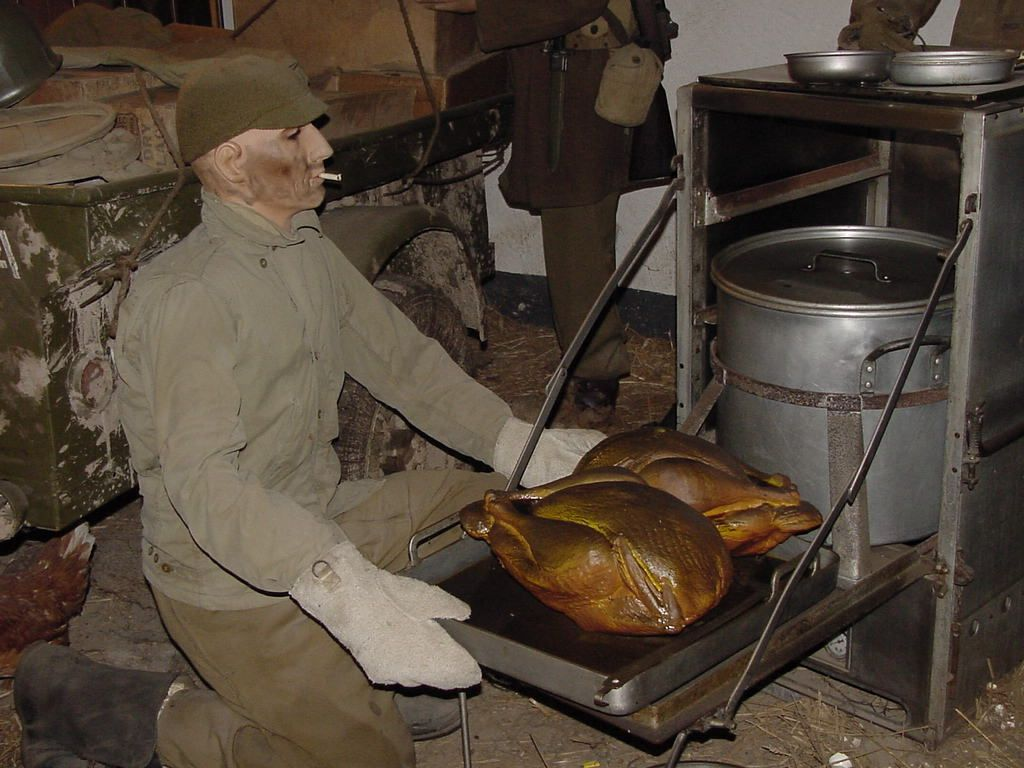
Thanksgiving 1944 an der Westfront